# Друцька Олександра Дмитрівна
Друцька Олександра Дмитрівна (нар. коло 1380 — пом. 1426) — руська княгиня, донька Дмитра Михайловича Друцького. Мала братів Семена та Івана Киндиря.  
Десь на зламі XIV й XV століть, але не пізніш 1404 року вийшла заміж за князя Андрія Івановича Гольшанського, якому спородила трійко дочок:      
- Василіса — жінка кн. Івана Володимировича;
- Софія — четверта дружина польського короля Владислава Ягайла, засновника династії Ягеллонів (матір Владислава III й Казимира IV);
- Марія — дружина молдовського господаря Іллі І.

Померла жінка у Глинянах, що піді Львовом, вертаючися з Кракова од середульшої доньки в Київ. Місцем її поховання став Унівський монастир. 

### В культурі
Роль Олександри Друцької в польському серіалі Korona królów зіграла акторка Ілона Вронська.